# District de Mansehra
Le district de Mansehra (en ourdou : مانسہرہ) est une subdivision administrative de la province Khyber Pakhtunkhwa au Pakistan. Constitué autour de sa capitale Mansehra, le district est entouré par les districts de Battagram, du Kohistan et le territoire de Gilgit-Baltistan au nord, l'Azad Cachemire à l'est, les districts d'Abbottabad et de Haripur au sud et enfin Torghar et Shangla à l'ouest.
Créé en 1976 lors de la division de l'ancien district de Hazara, le district compte près de 1,8 million d'habitants en 2023. La population parle surtout hindko, avec de petites minorités parlant pachto. C'est une région montagneuse et reculée, très largement rurale. Elle est notamment frontalière avec le Cachemire. 

## Histoire

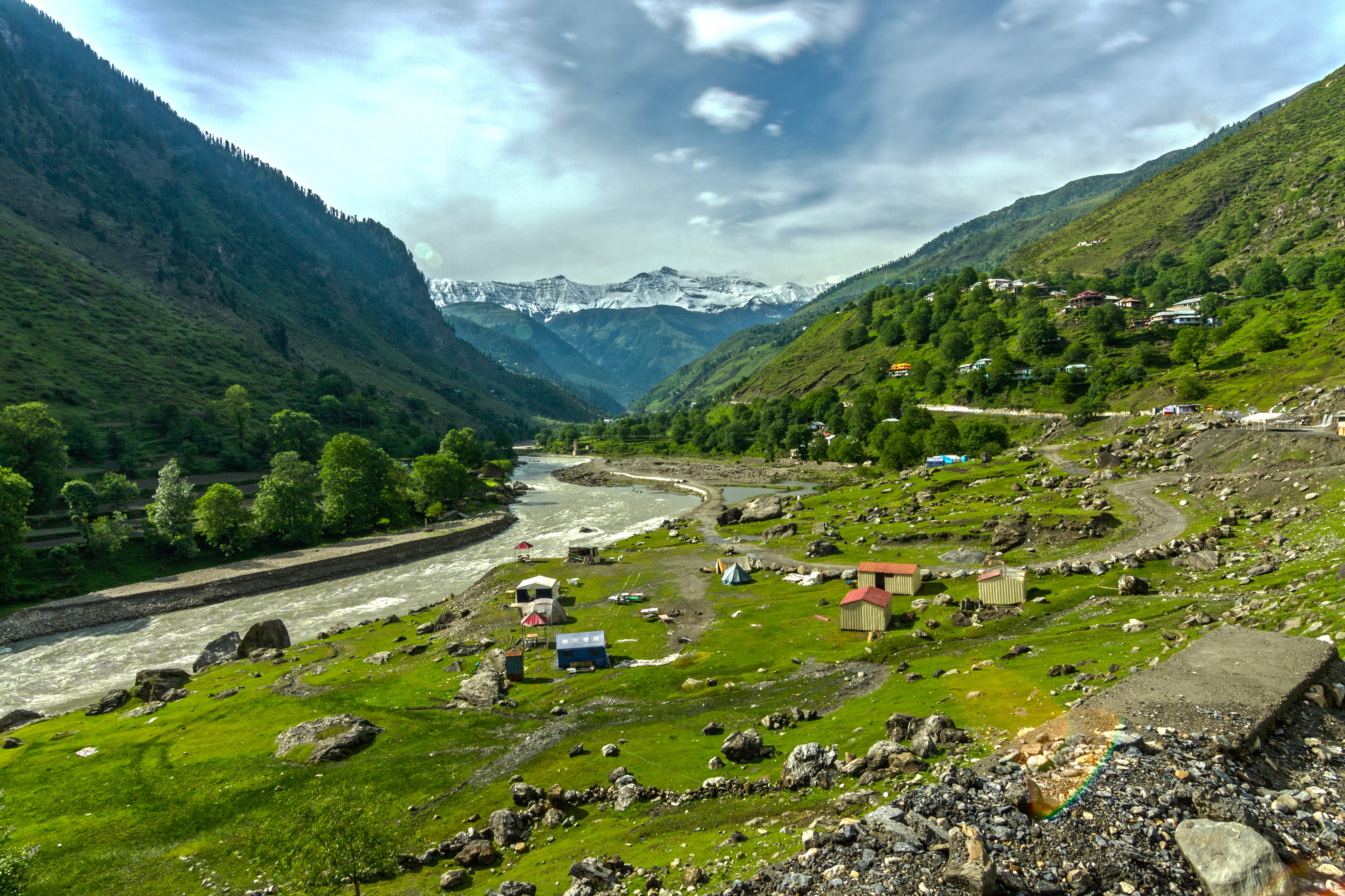
La vallée de Kaghan.

La région de Mansehra a été sous la domination de diverses puissances au cours de l'histoire, notamment la civilisation bouddhiste Gandhara et l'Empire moghol. Elle a ensuite été conquise par le Raj britannique en 1848. On trouve à ce titre 
Lors de l'indépendance vis-à-vis de l'Inde en 1947, la zone majoritairement musulmane rejoint le Pakistan lors de la partition des Indes. De nombreuses minorités hindoues et sikhes quittent alors la région pour rejoindre l'Inde, tandis que des migrants musulmans venus d'Inde s'y installent. 
Le district de Mansehra est créé en 1976 lorsque l'ancien district d'Hazara est divisé en plusieurs unités séparées. Il va ensuite se réduire progressivement avec la création du district de Battagram en 1993 puis du district de Torghar en 2011.[réf. nécessaire]

## Géographie
Le district de Mansehra est une région montagneuse située aux pieds du Cachemire. Outre les reliefs, on trouve des vallées traversées de rivières, des lacs et des zones verdoyantes. La vallée de Kaghan est particulièrement réputée pour ses paysages. On y trouve aussi les parcs nationaux Lulusar-Dudipatsar et Saiful Muluk, espaces protégés créés en 2003.

## Démographie

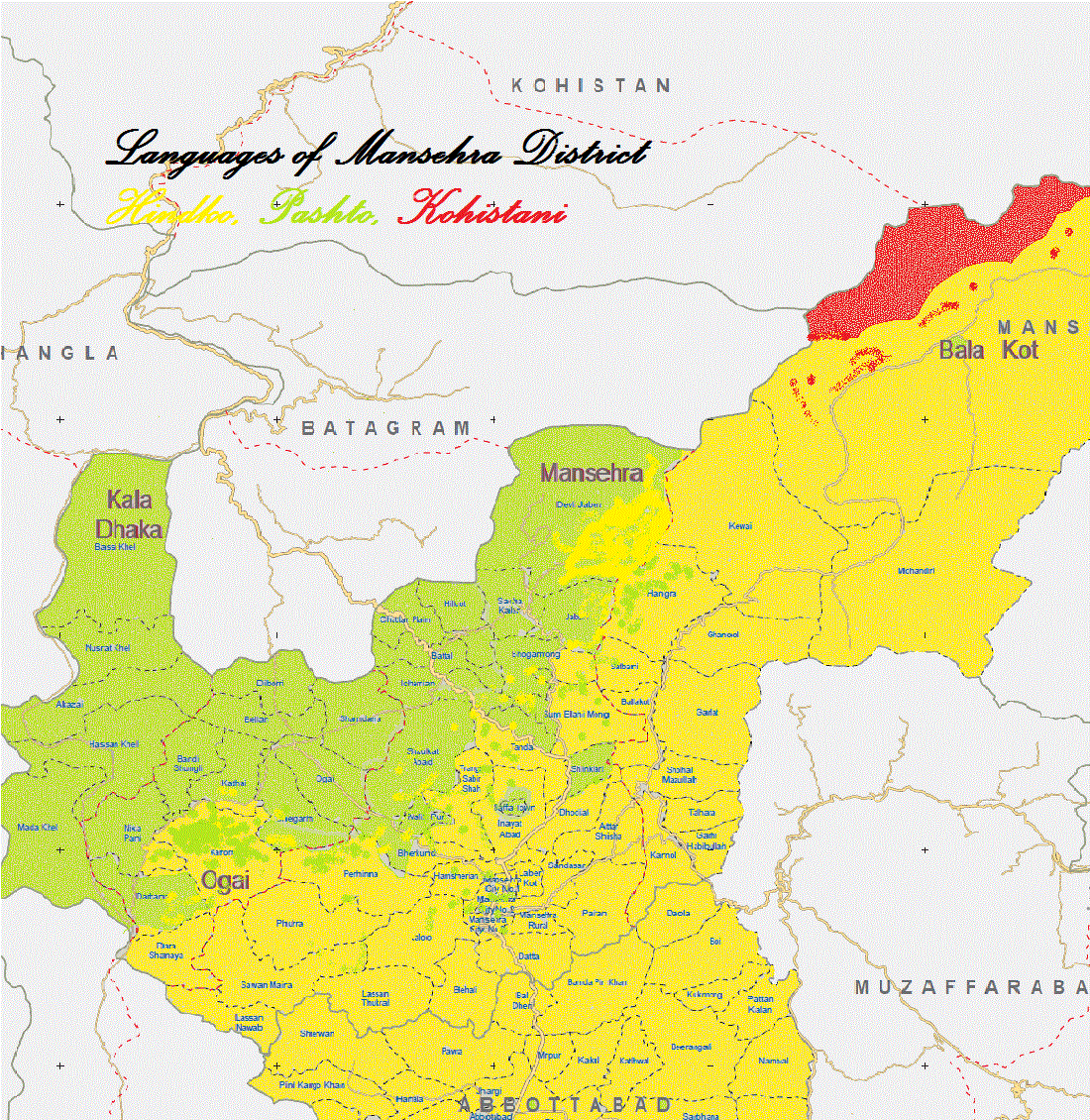
Carte linguistique du district.

Lors du recensement de 1998, la population du district a été évaluée à 1 152 839 personnes, dont environ 5 % d'urbains. Le taux d'alphabétisation était de 36 % environ, semblable au taux provincial de 35 % mais moins que la moyenne nationale de 44 %. Il se situe à 51 % pour les hommes et 23 % pour les femmes, soit un différentiel de 28 points, supérieur aux 23 points pour l'ensemble du pays mais inférieur aux 32 points de la province de Khyber Pakhtunkhwa. En prenant en compte rétroactivement la séparation de Torghar en 2011, la population de 1998 s'élevait à 978 157 habitants.
Le recensement suivant mené en 2017 pointe une population de 1 556 460 habitants, soit une croissance annuelle de 2,5 %, contre des moyennes provinciale et nationale de 2,9 % et 2,4 % respectivement. Le taux d'urbanisation double presque, montant à 9 %. L'alphabétisation progresse à 63 %, dont 75 % des hommes et 50 % des femmes.
D'après le recensement de 2023, la population atteint 1,8 million habitants, avec une urbanisation stable. L'alphabétisation progresse un peu, à 64 %, bien mieux que la moyenne provinciale de 51 %, dont 75 % pour les hommes et 52 % pour les femmes.
La langue la plus parlée du district est l'hindko, langue lahnda proche du pendjabi, pour près de 66 % des habitants en 2023. Près de 18 % des habitants parlent pachto, la langue majoritaire au niveau de la province. Ces derniers habitent surtout au nord et à l'ouest du district. On trouve aussi de petites minorités parlant kohistani (3 %), à la frontière avec le district du Kohistan. 
La population du district est très majoritairement musulmane, avec au moins 99,7 % de la population. Les minorités religieuses affichent de faibles effectifs : 4 000 chrétiens, 39 hindous et 29 sikhs. 

## Administration

Les trois tehsils de Mansehra en 2017. En gris, l'ancien tehsil de Kala Dhaka devenu le district de Torghar en 2011.

En 2023, le district est divisé en cinq tehsils, contre trois en 2017. L'ancien tehsil de Kala Dhaka devient le district de Torghar en 2011, afin de fournir des services publics plus proches de la population locale dans cette zone mal lotie quand elle était intégrée à Mansehra.
| Tehsil       | Population (rec. 2023) |
| ------------ | ---------------------- |
| Baffa Pakhal | 460 090                |
| Bala Kot     | 310 339                |
| Darband      | 51 702                 |
| Mansehra     | 723 325                |
| Oghi         | 251 721                |

Le district en compte qu'une seule ville selon le recensement de 2023, dont la capitale Mansehra qui regroupe à elle seule près de 90 % de la population urbaine du district.
| Ville    | Population (rec. 2023) |
| -------- | ---------------------- |
| Mansehra | 137 278                |
| Baffa    | 17 556                 |

## Économie et transport

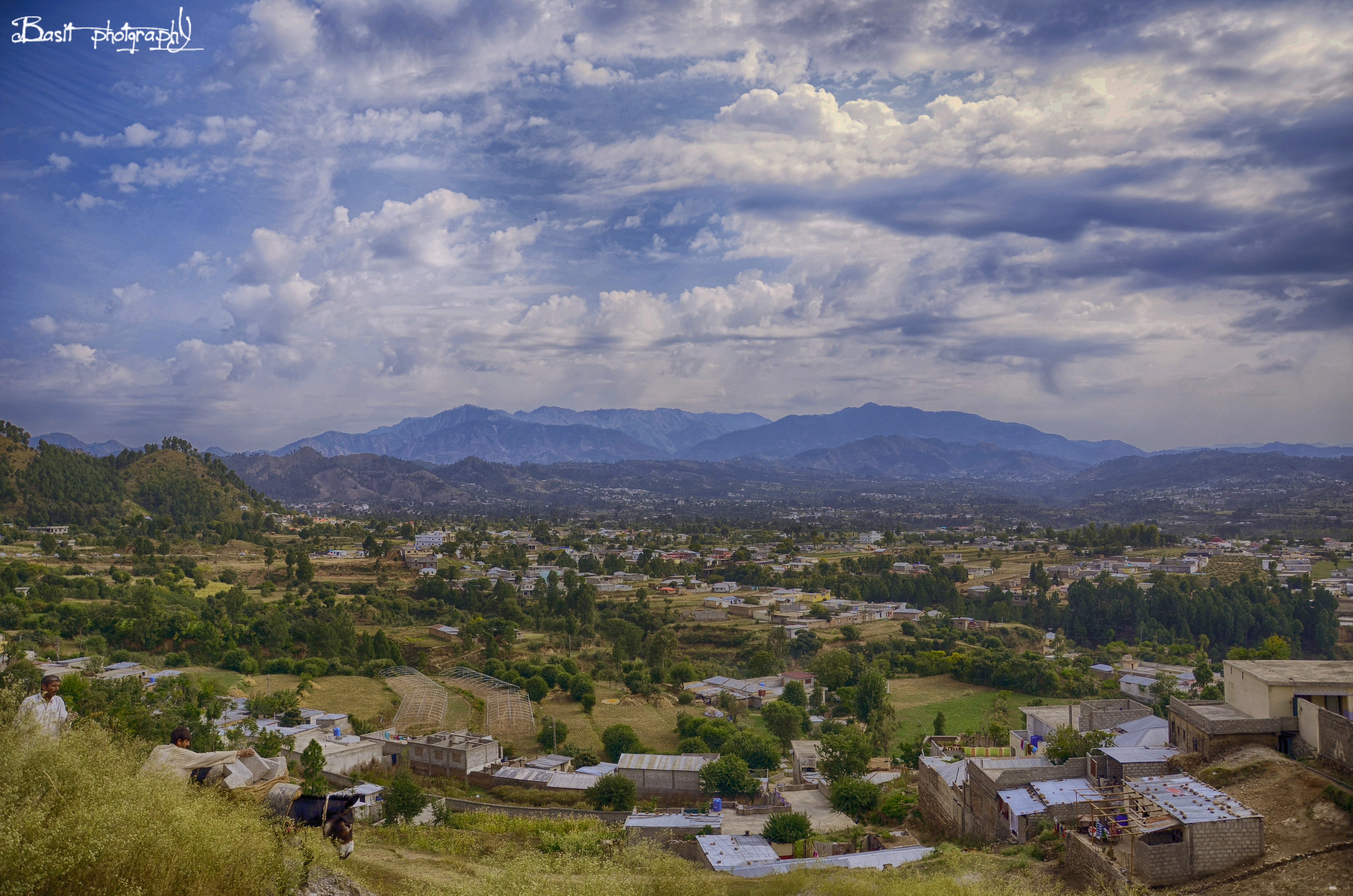
La capitale Mansehra.

Mansehra est un district principalement rural et assez éloigné des importants centres et axes de communication. Il est toutefois traversé par la stratégique route du Karakorum, qui relie le Pakistan à la Chine. La population surtout rurale vit principalement de l'agriculture, avec un grand nombre de petites exploitations produisant notamment des fruits et légumes. 

## Politique
De 2002 à 2018, le district est représenté par les cinq circonscriptions no 53 à 57 à l'Assemblée provinciale de Khyber Pakhtunkhwa. Lors des élections législatives de 2008, elles ont été remportées par deux candidats indépendants, un candidat du Parti du peuple pakistanais, un de la Ligue musulmane du Pakistan (Q) et un de la Jamiat Ulema-e-Islam (F), et durant les élections législatives de 2013, par trois candidats de la Ligue musulmane du Pakistan (N), un du Qaumi Watan et un indépendant.
Avec le redécoupage électoral de 2018, Mansehra est représenté par la deux circonscriptions no 13 et 14 à l'Assemblée nationale et par les six circonscriptions no 30 à 35 à l'Assemblée provinciale. Lors des élections de 2018, elles sont remportées par quatre candidats de la Ligue (N), deux du Mouvement du Pakistan pour la justice ainsi qu'un indépendant et un du Parti national Awami. 
| Parti                                        | Voix (national) | %       | Élus nationaux | Élus provinciaux |
| -------------------------------------------- | --------------- | ------- | -------------- | ---------------- |
| Ligue musulmane du Pakistan (N)              | 182 334         | 39,85 % | 1              | 3                |
| Muttahida Majlis-e-Amal                      | 65 612          | 14,34 % | 0              | 0                |
| Mouvement du Pakistan pour la justice        | 59 918          | 13,09 % | 0              | 2                |
| Autres partis                                | 25 477          | 5,57 %  | 0              | 1                |
| Indépendants                                 | 124 233         | 27,15 % | 1              | 0                |
| Total exprimés                               | 457 574         | 100 %   | 2              | 6                |
| Source : Commission électorale du Pakistan,. |                 |         |                |                  |